# Nationale Volksarmee

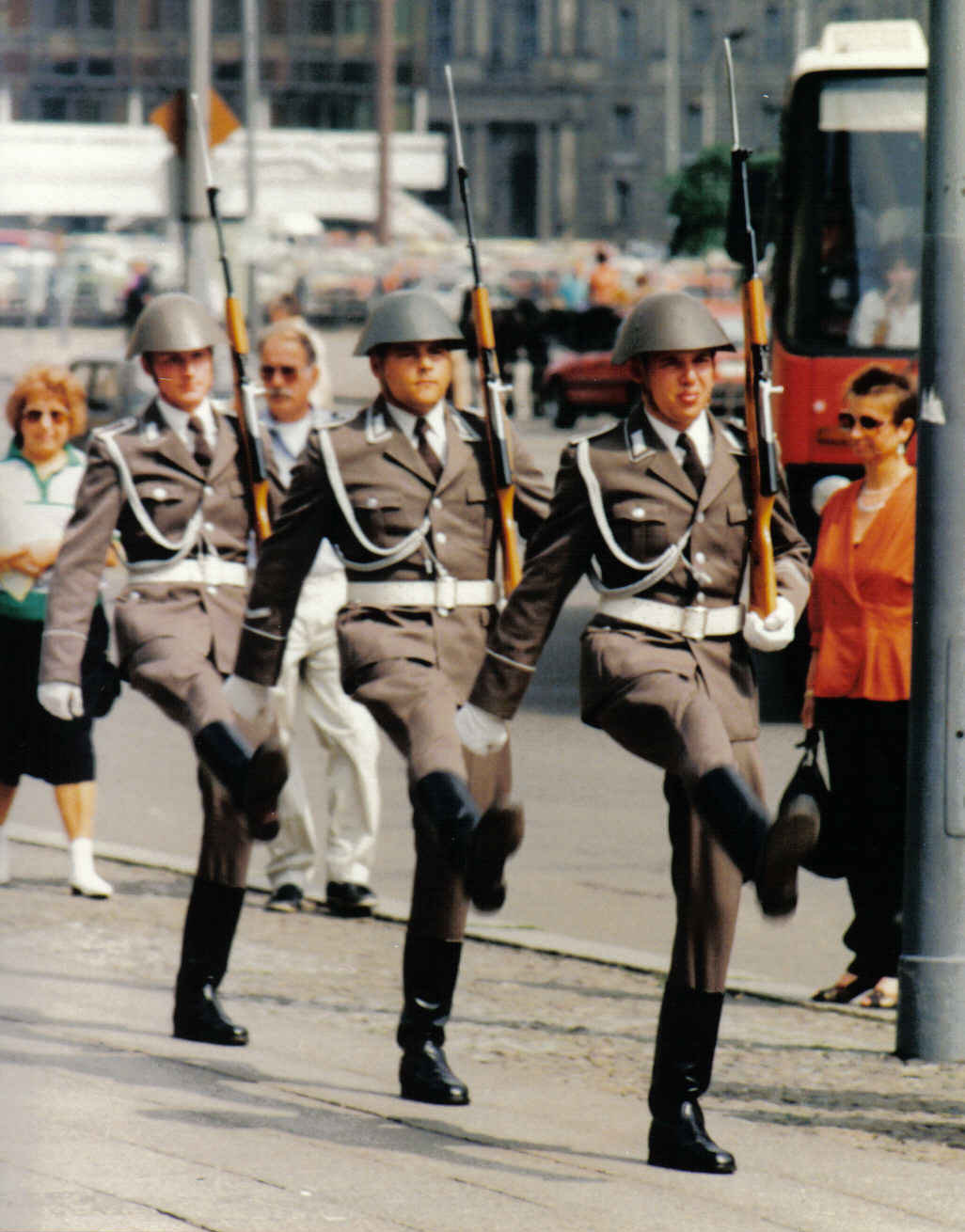
Erewacht van de NVA in Oost-Berlijn

De Nationale Volksarmee (NVA) was het leger van de Duitse Democratische Republiek (DDR).

## Oprichting
De NVA werd opgericht op 1 maart 1956, na de oprichting van de Bundeswehr in West-Duitsland. De eerste basis van de NVA was gelegd in 1952 met de oprichting van de voorganger van de NVA, de Kasernierte Volkspolizei (KVP). Een deel van de officieren bestond uit Wehrmacht-manschappen die in krijgsgevangenschap in de Sovjet-Unie een politieke training hadden ondergaan. In tegenstelling tot de Bondsrepubliek werden voormalig Wehrmacht-manschappen gedegradeerd, en was het verboden de in nazi-Duitsland behaalde onderscheidingen te dragen. Maar net als de Bundeswehr bestond de top van de NVA in het begin grotendeels uit ex-Wehrmachtmilitairen: van de 82 hoogste NVA-officieren in het eerste jaar hadden er 61 als officier in de Wehrmacht gediend. Tot 24 januari 1962 was de NVA een vrijwilligersleger. Hierna werd de dienstplicht ingevoerd voor alle mannen tussen de 18 en 26 jaar.

## Dienstplicht
De dienstplicht in de DDR duurde minimaal 18 maanden. Er was geen alternatieve dienstplicht voor gewetensbezwaarden, hoewel in 1964 de functie van Bausoldat (bouwsoldaat) werd ingevoerd. Bouwsoldaten werden soms bij de bouw van militaire complexen ingezet, terwijl anderen in ziekenhuizen of andere instellingen werkten. Wie als bouwsoldaat had gediend kon later veelal geen universitaire studie meer volgen en liep in zijn verdere loopbaan tegen problemen aan. Algehele dienstweigering werd bestraft met een gevangenisstraf.
Voor veel DDR-jongeren was de keuze voor de NVA niet moeilijk, aangezien zij bekendstond als een goede militaire opleiding met een strakke discipline en in het algemeen werd gezien als basis voor een goede toekomst.

## Structuur
De NVA was een van de sterkste legers binnen het Warschaupact, vooral door de hoge gevechtsbereidheid, discipline en inzetbaarheid. Ook was zij, na de Sovjet-Unie zelf, uitgerust met de beste en nieuwste Sovjet-techniek. In 1987 had de NVA 175.300 manschappen. Ongeveer de helft hiervan was beroepsmilitair. De NVA werd naar Sovjet-model ingericht. Het grootste deel van de officieren en vaandrigs was lid van de communistische partij, de Sozialistische Einheitspartei Deutschlands (SED).

Voertuigembleem van de NVA

Na de dienstplicht kon men doorgaan als Unteroffizier auf Zeit met een diensttijd van 3 jaren, Berufsunteroffizier met een diensttijd van 10 jaren, vaandrig (vanaf 1973) met een diensttijd van 15 jaren, Offizier auf Zeit met een diensttijd van 3, en later 4 jaren, of Berufsoffizier met een diensttijd van 25 jaren.
Bij de eenheden van de Volksmarine was de diensttijd voor Matrozen 3 jaren en voor Maate 4 jaren, en voor Fallschirmjäger 3 jaren. Deze drie groepen waren over het algemeen vrijwilligers.
Vrouwen konden de meeste richtingen binnen de NVA inslaan met de rang van onderofficier of vaandrig, op voorwaarde dat het lichamelijk niet te belastend was. Vanaf 1987 werd het ook voor vrouwen mogelijk officier te worden. De hoogste rang binnen de NVA door een vrouw bereikt was Oberst.

## Militaire inzet

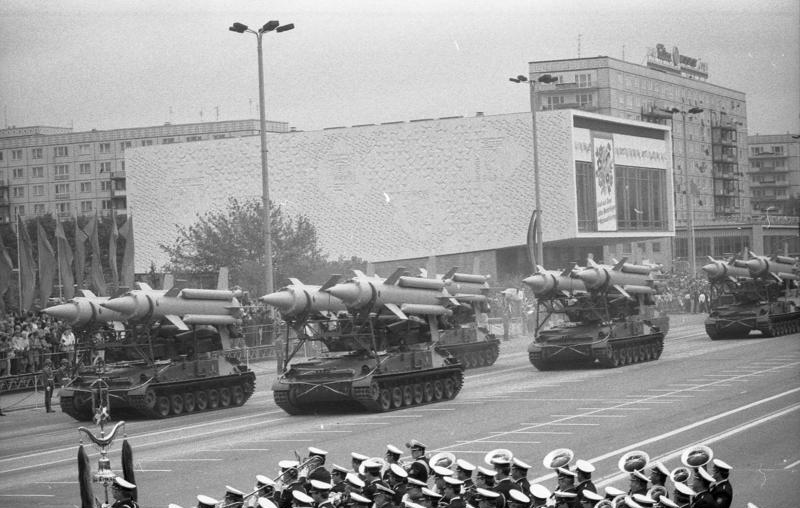
Parade in Oost-Berlijn (1988)

De NVA is nooit in een oorlog betrokken geweest. Weliswaar zijn in 1968 voorbereidingen getroffen voor een ingrijpen in Tsjecho-Slowakije bij de Praagse Lente. Hierbij zouden het 7e Panzerdivision en het 11 Motorisierte Schützendivisie richting Praag gaan, maar het leek de leiding van de DDR niet verstandig om met een Duits leger Tsjecho-Slowakije binnen te vallen. Tijdens de Praagse Lente zijn wel NVA soldaten voor inlichtingen en (undercover) officieren van het MfS in Praag aanwezig geweest.
In de winter van 1978-1979 werd een groot deel van de NVA in het noorden van de DDR ingezet voor het ruimen van metershoge sneeuw die auto's, treinen en complete dorpen van de buitenwereld afgesloten had. Met pantservoertuigen (vooral T-55 tanks) werden gestrande burgers uit auto's en treinen gered. Ook dorpen werden met rupsvoertuigen bevoorraad. Daarnaast zette de NVA zich in voor noodreparaties, onder andere aan telefoonkabels en spoorlijnen. Minister van Nationale Verdediging Heinz Hoffmann kwam persoonlijk NVA-soldaten bezoeken. Naast het tonen van zijn directe betrokkenheid werden veel NVA militairen onderscheiden voor hun inzet.
Ook werden in de herfst van 1981 voorbereidingen getroffen om de Sovjet-Unie bij te staan om de arbeidersopstand in Polen neer te slaan. Ook deze actie is echter nooit tot uitvoering gekomen. De NVA is wel actief betrokken geweest op verschillende militaire missies in Cuba, Egypte en enkele andere landen in het Midden-Oosten.

## Organisatie
De NVA bestond uit drie onderdelen:
- De Landstreitkräfte, de landmacht van 120.000 man.
- De Volksmarine van 16.300 man.
- De Luftstreitkräfte/Luftverteidigung (LSK/LV), de luchtmacht en luchtverdediging van 39.000 man.

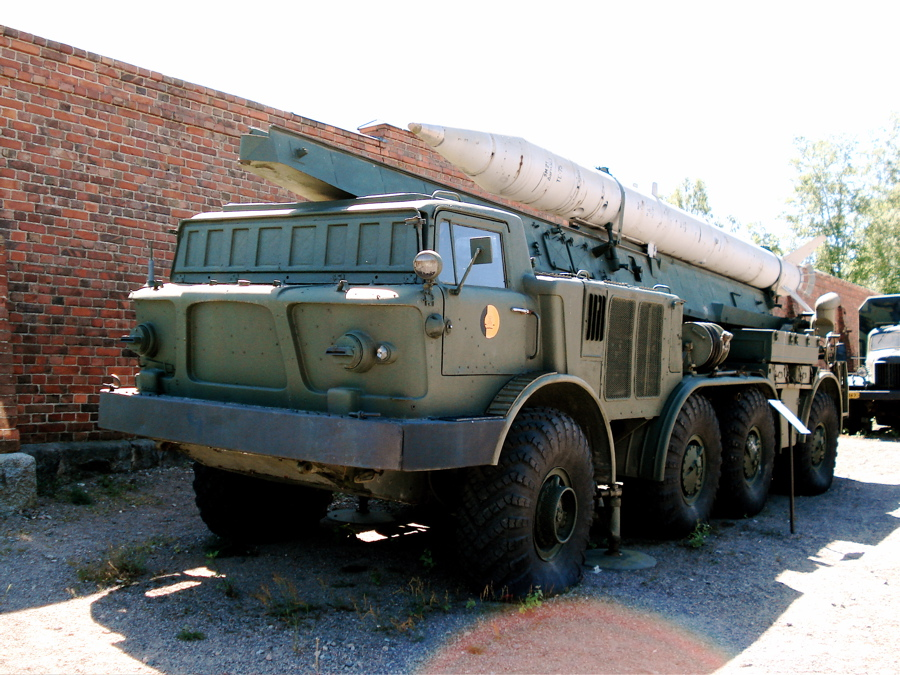
FROG-7B (Luna-M) van de NVA

De Grenztruppen der DDR (Grenstroepen) van 50.000 man vielen rechtstreeks onder het Ministerie van Binnenlandse Zaken. Het "Wachregiment Feliks Dzierzynski" van 11.000 man was de militaire tak van het Ministerie voor Staatsveiligheid, de Stasi. Beiden vielen niet onder de NVA.

## Uniformering
In eerste instantie werd de NVA bevoorraad door de Sovjet-Unie. Met name de uniformen waren van Russische snit. Dit riep echter veel weerstand op bij de Duitse bevolking: Het waren immers de Russen geweest die in de slotfase van de Tweede Wereldoorlog op een vreselijke manier huishielden in Duitsland. Ook van Russische officieren kwam hierop commentaar. Bij een ontmoeting tussen Russische en Oost-Duitse militairen in Rusland zei een Russische generaal tegen een Duitser: 
"Ich kann das überhaupt nich verstehen! Was soll denn das! Sie sind doch ein deutsches Militärdienst Soldat! Was erlaueben Sie sich denn schon?", 
(vertaling: Ik kan het niet begrijpen! Wat is dit dan! U bent toch een Duitse soldaat! Wat doet u dan hierin?)
Er werd vrij snel overgeschakeld naar een steengrijs uniform met zwarte kraag, wat sterk leek op dat van de voormalige Wehrmacht. Het gevechtsuniform kreeg in 1976 een snit die hiervan afweek, maar de dienst- en uitgaansuniformen bleven tot 1982 een Pruisische uitstraling houden.
Op de kraag werden twee kraagspiegels gedragen. De kraagspiegels bestonden bij alle eenheden uit twee smalle (soldaten), of brede (officieren) gestikte balken op zwarte ondergrond. Na 1986 werden deze bij officieren in metaal uitgevoerd. Tot 1982 werden aan de uiteinden van de mouwen van de Parade- en Ausgangsuniformen ook twee armpatches gedragen die vergelijkbaar waren met de kraagspiegels, alleen dan een stuk kleiner.
Uitzondering op de kraagspiegels waren die van de Luftstreitkräfte/Luftverteidigung en de Fallschirmjäger. De Luftstreitkräfte/Luftverteidigung hadden blauwe kraagspiegels met daarop een zilveren vleugel. Bij lage officieren zat hier een zilveren halve krans omheen, bij hogere officiersrangen een volledige zilveren krans. Bij Fallschirmjäger was de kraagspiegel rood met de afbeelding van een geopende parachute.

## Uitrusting
Handvuurwapens:
| Naam    | NVA benaming                                 | Type                    |
| ------- | -------------------------------------------- | ----------------------- |
| Makarov | Pistole-M                                    | Semiautomatisch pistool |
| SKS     | Karabiner-S                                  |                         |
| PPSj-41 | MPi 41                                       |                         |
|         | Leichtes Maschinengewehr Kalashnikov (LMG K) | LMG                     |
| RPD     | Leichtes Maschinengewehr Degtjarjow (LMG D)  | LMG                     |
| SVD     | SWD                                          |                         |

## Waffenfarben
De zogenaamde Waffenfarben (kleur van het betreffende onderdeel) waren oorspronkelijk in de kraagspiegels verwerkt, later werden bij alle eenheden kraagspiegels met wit gebruikt, met uitzondering van de Grenztruppen, Fallschirmjäger en Luftstreitkräfte/Luftverteidigung. Zij hadden naast de kraagspiegels ook hun kleur in de streep op de mouw, en bij officieren ook op de kraag en broeknaad.
De Waffenfarben van de verschillende onderdelen waren:
| Kleur       | Onderdeel                                                                          |
| ----------- | ---------------------------------------------------------------------------------- |
| Wit         | Mot. Schützen, Aufklärer                                                           |
| Zegelrood   | Raketentruppen/Artillerie, Truppenluftabwehr, Raketen- en Waffentechnischer Dienst |
| Roze        | Pantser                                                                            |
| Geel        | Nachrichten (Verbindingstroepen)                                                   |
| Donkergroen | Rückwärtige Dienste                                                                |
| Zwart       | Pioniere, Militairtransport, technische eenheden, Chemische dienst                 |
| Helderblauw | Luftstreitkräfte                                                                   |
| Grijs       | Luftverteidigung                                                                   |
| Oranje      | Fallschirmjäger                                                                    |
| Heldergroen | Grenztruppen                                                                       |

De marine, vanaf 1960 Volksmarine geheten, droeg vanaf de oprichting uniformen die sterk op de voormalige Duitse Kriegsmarine leken, namelijk een donkerblauw uniform met een dubbele rij gouden knopen, zonder kraagspiegels. Hun Waffenfarbe was ook donkerblauw. Een uitzondering hierop waren de piloten van de marine (Marineflieger), deze hadden vanaf 1986 helderblauwe epauletten op hun donkerblauwe marine uniform. Deze epauletten verschilden niet van de Luftstreitkräfte.
De Grenztruppen droegen sinds hun toetreding tot de NVA (1962-1974) uniformen die gelijk aan die van de rest van de NVA waren. Hun Waffemfarbe was heldergroen, inclusief de petrand, waar deze bij de NVA donkergrijs is. Deze kleuren golden ook voor de marineuniformen van de grenswachters op de grenswachtboten op meren en binnenwater.
Voorts was er ook een aparte uniformcombinatie voor kustbrigade van de Grenztruppen (Grenzbrigade Küste). Zij droegen een marineuniform met heldergroene epauletten en anker insignes op de mouwen van hun uniformjas. Personeel tot en met de rang van Obermaat droeg eveneens een Grenztruppen-band om de linkermouw van hun winterjas. Na 1986 werden de onderdelen van de Luftstreitkräfte die de grens bewaakten ondergebracht bij de Grenztruppen. Vanaf dit moment droegen de piloten en het grondpersoneel geen Luftstreitkräfte-uniform meer. Zij werden voorzien van een grenztruppen-uniform met Luftstreitkräfte insignes op hun pet en kraagspiegels. Ten slotte waren er nog kleine grenztruppen-eenheden belast met het bewaken van de binnenlandse watergrenzen (waaronder de Elbe en Oder). Deze eenheden droegen uniformen gelijk aan de Volksmarine echter met een armband met de tekst 'Grenztruppen der DDR' (zowel officieren als onderofficieren).
Het personeel van het Ministerium für Staatssicherheit (vooral het Wachregiment) droegen hetzelfde uniform als de officieren van de NVA. Hun Waffenfarbe was bordeauxrood en hun uniformen waren voorzien van een armband met de tekst 'Wachregiment Feliks Dzierzynski'. Dit laatste gold niet voor de administratieve tak van het MfS.

## Rangen binnen de NVA
| Generalen van de NVA | Generalen van de NVA | Generalen van de NVA | Generalen van de NVA | Generalen van de NVA |
| Marschall der DDR    | Armeegeneral         | Generaloberst        | Generalleutnant      | Generalmajor         |
| -------------------- | -------------------- | -------------------- | -------------------- | -------------------- |
|                      |                      |                      |                      |                      |

| Officierkorps van de NVA | Officierkorps van de NVA | Officierkorps van de NVA | Officierkorps van de NVA | Officierkorps van de NVA | Officierkorps van de NVA | Officierkorps van de NVA |
| Oberst                   | Oberstleutnant           | Major                    | Hauptmann                | Oberleutnant             | Leutnant                 | Unterleutnant            |
| ------------------------ | ------------------------ | ------------------------ | ------------------------ | ------------------------ | ------------------------ | ------------------------ |
|                          |                          |                          |                          |                          |                          |                          |

| Fähnrichen van de NVA | Fähnrichen van de NVA | Fähnrichen van de NVA | Fähnrichen van de NVA |
| Stabsoberfähnrich     | Stabsfähnrich         | Oberfähnrich          | Fähnrich              |
| --------------------- | --------------------- | --------------------- | --------------------- |
|                       |                       |                       |                       |

| Onderofficieren van de NVA | Onderofficieren van de NVA | Onderofficieren van de NVA | Onderofficieren van de NVA | Onderofficieren van de NVA |
| Stabsfeldwebel             | Oberfeldwebel              | Feldwebel                  | Unterfeldwebel             | Unteroffizier              |
| -------------------------- | -------------------------- | -------------------------- | -------------------------- | -------------------------- |
|                            |                            |                            |                            |                            |

| Manschappen van de NVA | Manschappen van de NVA | Manschappen van de NVA |
| Stabsgefreiter         | Gefreiter              | Soldat                 |
| ---------------------- | ---------------------- | ---------------------- |
|                        |                        |                        |

## Samenwerking
De NVA werkte nauw samen met de „Gruppe der Sowjetischen Streitkräfte in Deutschland“ (GSSD), de in de DDR gestationeerde groep Sovjet-militairen.
Ook met de Russische Sovjet-troepen werd nauw samengewerkt, zo gingen bijvoorbeeld panzerdivisies naar een Russische militaire basis nabij Moskou om te trainen met de toen nieuwe T-72 tank.
Verder werkte de NVA samen met het „Gesellschaft für Sport und Technik“ (GST), de „Deutsche Reichsbahn“ (DR), FDJ en werd er regelmatig voorlichting over de NVA gegeven op basis- en middelbare scholen.

## Militaire traditie
De Pruisische traditie van de NVA werd geuit in de vorm van de Großen Zapfenstreich en het behoud van de Ganzenpas (Stechschritt of Exerzierschritt genoemd). De Yorcksche Marsch was de eremars van de NVA.

## Einde van de NVA
De voormalige dienstweigeraar Rainer Eppelmann werd minister voor ontwapening en verdediging in het laatste DDR-kabinet van Lothar de Maizière. In die hoedanigheid nodigde Eppelmann Mient Jan Faber van het IKV uit om hem te helpen bij het hervormen van de NVA.
Bij de Duitse Hereniging in oktober 1990 werd de NVA ontbonden en gedeeltelijk overgedragen aan de Bundeswehr. Het officierscorps, dat uitsluitend bestond uit SED-leden, werd grotendeels ontslagen. De officieren die mochten blijven, werden in rang teruggezet. Het materieel van de NVA werd verkocht of geschonken, aan onder meer Turkije en Indonesië. Oud-NVA militairen krijgen sinds de Duitse Hereniging de helft van hun militaire pensioenuitkering, omdat de Bondsrepubliek de NVA als een buitenlands leger beschouwt.
Onder de Oost-Duitsers heeft altijd een dubbel gevoel geleefd over het bestaan van de NVA. Hoewel voor vrijwel iedereen duidelijk was dat een leger noodzakelijk was, vond men het een akelige gedachte dat in een conflict de Bondsrepubliek het belangrijkste doel van het Warschaupact en daarmee van de NVA zou zijn. Een deel van de DDR-bevolking had familie in de Bondsrepubliek, waar net als in de DDR de algemene dienstplicht gold en in een conflictsituatie zouden de Bundeswehr en de NVA recht tegenover elkaar staan.
Met de opheffing van de NVA raakten veel van haar militairen plotseling werkloos. Velen hebben hun oude uniformen en andere NVA spullen bewaard als herinnering. In Duitsland is het per wet verboden NVA-uniformen te dragen en in groepsverband wordt deze gerekend tot terroristische organisatie. Desondanks halen oudgedienden op (voertuig)evenementen af en toe hun oude uniform uit de kast om deze weer te kunnen dragen en ook re-enactmentbijeenkomsten zijn mogelijk.